# Hosszkazán
A hosszkazánnak (más néven hengerkazánnak) a gőzmozdonyok gőzkazánjának középső, hengeres részét nevezik. Hátulról az állókazán, elölről pedig a füstszekrény csatlakozik hozzá. A hosszkazán szerepe a tűzszekrényből távozó füstgázok hőtartalmának hasznosítása.

## Felépítése

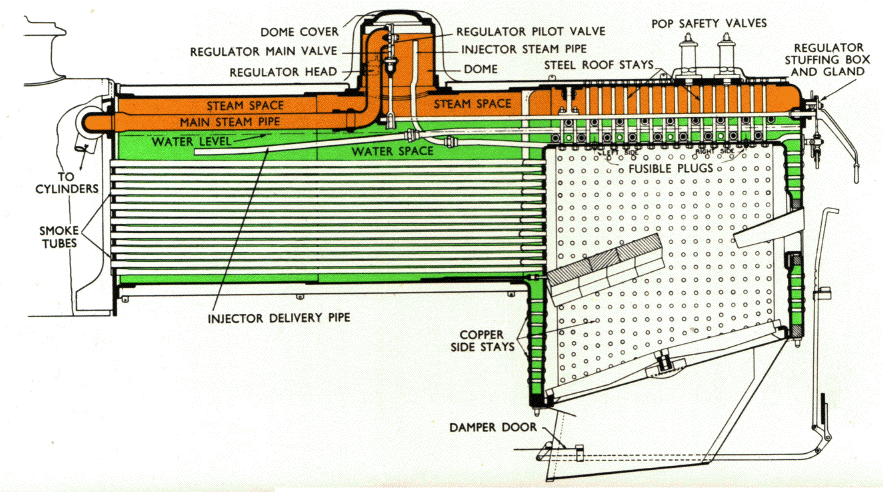
A hosszkazán és a hozzá csatlakozó állókazán, benne a tűzszekrénnyel

A hosszkazán legnagyobb alkotóeleme a hengerpalást, melyet elöl az úgynevezett füstszekrény-csőfal vagy füstcsőfal, hátul pedig a tűzszekrény-csőfal vagy tűzcsőfal zár le. A hosszkazánba a füstgázok elvezetésére elvezetésére szolgáló közel vízszintes helyzetű csöveket, a tűzcsöveket és füstcsöveket helyeznek el, melyeket hátul a tűzcsőfalba, elöl a füstcsőfalba, azok megfelelő átmérőjű furataiba rögzítenek. A csövekben áramló füstgázok hője hevíti kazánba beszívott vizet. A víznek teljesen el kell lepnie a csöveket, ugyanakkor a hengerpalást felső, mintegy negyedrészén a vízből képződött gőz található. A víz felszíne alatti részt víztérnek, a fölötte levőt gőztérnek nevezik. Mind a víztér, mind a gőztér az állókazánnal közös. A gőzt a hosszkazán tetején kialakított, függőleges tengelyű hengeres dómban, az úgynevezett gőzdómban gyűjtik össze és innen vezetik a mozdony gőzhengereihez.. Ennek jelentősége, hogy a víztértől távolabb a gőz szárazabb, így kisebb a valószínűsége, hogy a hengerekbe víz jusson.
A kazán hengerpalástja készülhet egyetlen kazánlemezből átlapolt szegecskötéssel, nagyobb átmérő esetén pedig úgynevezett hevederes szegecskötéssel. Ha a hengerpalást egyetlen lemezből készült, azt övlemeznek nevezik. Hosszabb, nagyobb nyomásra tervezett kazánokat nem lehet egyetlen lemezből kialakítani. Ilyenkor a hengerpalást több, egymáshoz rögzített úgynevezett kazánöv, röviden öv alkotja. Az öveket kismértékben eltérő átmérővel készítették és leginkább teleszkópszerűen, szegecseléssel rögzítették egymáshoz. A korszerű kazánok már hegesztéssel készültek, ahol a lemezeket tompa illesztéssel rögzítették egymáshoz.
A füstcsőfal szintén kazánlemezből készül, melyet korábban szegecseléssel, a korszerű kazánoknál pedig hegesztéssel rögzítenek a hengerpalásthoz. A füstcsőfalat a tűzcsövek, a felül pedig füstcsőfal-merevítők merevítik.
A tűzszekrényből a füstgázok tehát a tűzcsöveken, túlhevítős kazánoknál pedig ezen kívül a füstcsöveken (más néven burokcső vagy burokfüstcső jut a füstszekrénybe. Ezek folytvasból (folytacélból) készült csövek, melyek közül a tűzcsövek kisebb (a MÁV-nál például szabványosan 46,5 mm belső és 52 mm külső) átmérővel, a füstcsövek nagyobb átmérővel készültek. Ez utóbbiak nagyobb átmérőjének oka, hogy ezekbe nyúlnak be a füstszekrény felől az úgynevezett túlhevítő csőelemek (→lásd: túlhevítő). A tűz- és füstcsöveket a füstszekrény tolják be a hosszkazánba és azokat a csőfalakban sajtolással és beperemezéssel rögzítik. A könnyebb beszerelhetőség érdekében a csövek a tűzcsőfal felőli végén a csőfal csőlyukméreténél 1 mm-rel kisebb átmérőjűre torlasztják, míg a füstcsőfal felőli végén a csőfal csőlyukméreténél 1 mm-rel nagyobb átmérőjűre tágítják. Régebben a csövek védelmére azok tűzszekrény felőli végére vörösrézből, később lágyvasból készült sapkát (kúpot) erősítettek, de ezt később elhagyták. Az acél tűzszekrények megjelenésével a sajtolás és peremezés helyett az acél tűzcsőfal kisebb vastagságára tekintettel inkább hegesztéssel rögzítik.